# John S. Ash
John Sidney Ash (* 26. Mai 1925 in Gosforth, Northumberland; † 6. Januar 2014) war ein britischer Ornithologe. Sein Interesse galt der Avifauna am Horn von Afrika, insbesondere in Somalia, Eritrea und Äthiopien.

## Leben
Ash war der Sohn von Sidney und Kathleen Ash, geborene Denley. 1945 erlangte er den Bachelor of Science in Entomologie an der University of Durham. Von 1945 bis 1948 diente er bei der Royal Navy. 1948 erhielt er das Diploma of the Imperial College in Entomologie am Imperial College London, wo er 1952 mit der Dissertation A study of the Mallophaga and other ectoparasites of birds, with particular reference to their ecology zum Ph.D. promoviert wurde. Im November 1951 heiratete er die Zoologin Jonquil Gudgeon. Aus dieser Ehe ging eine Tochter hervor.
Von 1951 bis 1960 arbeitete Ash als Ökologe bei der I.C.I. Game Research Station (heute Game and Wildlife Conservation Trust) bei Fordingbridge in Hampshire. Von 1960 bis 1969 war er Forschungsleiter der Game Research Association, ein Zusammenschluss von Bauern, Landeigentümern und anderen Personen, die sich für den Naturschutz von Jagdwild einsetzen. Von 1969 bis 1977 war er Leiter der medizinisch-ökologischen Abteilung der Naval Medical Research Unit 3 in Addis Abeba, Äthiopien. Von 1978 bis 1982 war er Ornithologe bei der Ernährungs- und Landwirtschaftsorganisation der Vereinten Nationen (FAO) in Somalia.
Ash war Mitautor der Feldführer The Birds of Somalia (mit John E. Miskell) aus dem Jahr 1998 und Birds of Ethiopia and Eritrea (mit John Atkins) aus dem Jahr 2009.
Ash entdeckte mehrere neue Vogeltaxa, darunter den Ankobergirlitz (Crithagra ankoberensis), die Unterart Turdoides squamulata carolinae des Schuppenschwatzhäherlings, die er nach seiner Tochter Caroline benannte, die Unterart Iduna pallida alulensis des Blassspötters, die Unterart Acrocephalus scirpaceus avicenniae des Teichrohrsängers, die 1982 von Peter Colston beschriebene Ashlerche (Mirafra ashi) und Ploceus victoriae, die heute als Hybride zwischen dem Schwarzkopfweber (Ploceus melanocephalus) und dem Riedweber (Ploceus castanops) gilt. Im Mai 1968 entdeckte er zusammen mit Christian Érard die Sidamospornlerche, die 1975 erstbeschrieben wurde, jedoch heute als Synonym der Somalispornlerche angesehen wird. 1995 gehörte er zu den Erstbeschreibern der Nechisarnachtschwalbe (Caprimulgus solala). 1989 gelang ihm die Wiederentdeckung des Gelbkehlgirlitz (Crithagra flavigula), eine Art, die seit 1886 für verschollen gehalten wurde.
1967 wurde Ash mit der Tucker Medal des British Trust for Ornithology ausgezeichnet.
Ash starb am 6. Januar 2014 drei Tage nach seiner Frau.

## Dedikationsnamen
Neben der bereits erwähnte Ashlerche wurde 2021 die Unterart Prinia gracilis ashi der Streifenprinie nach John Ash benannt.